# Helden der Kreisklasse
Unter dem Titel Helden der Kreisklasse begleitete die Kölner Fernsehproduktionsfirma spin tv für den Fernsehsender Kabel eins während der Saisons 2004/05 und 2005/06 die Arbeit des früheren Bundesligaspielers und damaligen Teamchefs Manfred Burgsmüller, des Trainers Dieter Weinand und den SSV Hacheney, einen Fußballverein aus dem Dortmunder Stadtteil Hacheney.

## Konzept
Es wurden insgesamt 45 Sendungen mit einer Spielzeit von ca. 60 Minuten ausgestrahlt. Zusätzlich wurden zwei Spiele in vollständiger Länge live auf Kabel eins übertragen.
Durch das Engagement des ehemaligen Fußballprofis und American-Football-Spielers Manfred Burgsmüller (aktiv u. a. bei Werder Bremen und Borussia Dortmund) als Teammanager wurde der Verein deutschlandweit bekannt. In der Saison 2004/05 übernahm Burgsmüller die Position mit der Mission, den Verein in der Kreisliga B zu halten, was jedoch misslang. Der Verein stieg in die Kreisliga C, die tiefste Spielklasse ab. In der Saison 2005/06 gelang dann der sofortige Wiederaufstieg.
Zum Beginn der Saison 2006/07 wurde die Zusammenarbeit zwischen Kabel eins und dem SSV Hacheney beendet. Danach ist der Verein in finanzielle Schwierigkeiten geraten. 2016 wurde der SSV Hacheney aufgelöst und ging in den SFC Dortmund-Süd e.V. über. Bis zum Ende der Saison 2016/2017 spielt der SFC Dortmund-Süd in der Kreisliga C.

## Ausstrahlung
Die erste Staffel verfolgten durchschnittlich über eine halbe Million Zuschauer. Der Marktanteil in der werberelevanten Zuschauergruppe betrug 6,2 Prozent. Nach der Sommerpause 2005 wurden die neuen Folgen ab dem 15. August 2005 unter dem geänderten Titel Helden der Kreisklasse – Eine Frage der Ehre ausgestrahlt. Sendeplatz war nun montags um 22:15 Uhr, neuer Trainer Dieter Weinand.

## Testspiele gegen prominente Mannschaften (Auswahl)
Der SSV Hacheney trat unter anderem gegen folgende hochklassige Mannschaften an:
- 1. FC Lokomotive Leipzig (Bezirksliga, Spiel in Leipzig)
- SC Fortuna Köln (Verbandsliga, Spiel in Köln, Ostkampfbahn)
- SC 07 Bad Neuenahr (Frauen-Bundesliga)
- Tibetische Fußballauswahl (Spiel im Stadion FC St. Pauli am Millerntor)
- Rot-Weiß Oberhausen (Spiel im Stadion von Rot-Weiß Oberhausen)
- 1. FC Nürnberg (Traditionsmannschaft ehemaliger Bundesligisten, Spiel in Nürnberg)
- VfL Bochum (Ruhrpottlegenden Allstars Team/Auswahl ehemal. Bundesligisten, Spiel in Schwerte)

## Offizielle Vereinshymne während der Fernsehserie
Titel „Helden aus Hacheney“ auf der CD „Ratz Fatz“ (gesungen von Marcus Kuno, Manni Burgsmüller und den Helden der Kreisklasse).

## Prominente Unterstützung
Der SSV Hacheney wurde während der zwei Jahre Fernsehpräsenz durch zahlreiche Prominente unterstützt bzw. diese wirkten vor der Kamera für die Sendungen mit, unter anderem:
- Willi Lippens
- Steffen Freund
- Marcel Răducanu
- Norbert Dickel
- Wolfgang de Beer
- Hermann Rieger
- Dariusz Wosz
- Gerald Asamoah
- Stefan Kuntz
- Uli Stein
- Michael Lusch
- Reinhard Saftig
- Sebastian Kehl
- Roman Weidenfeller
- Florian Kringe
- Michael Schulz
- Karl-Heinz Wildmoser
- Klaus Fischer
- Rüdiger Abramczik
- Ebbe Sand
- Kevin Kurányi